# 11469 Rozitis
11469 Rozitis è un asteroide della fascia principale. Scoperto nel 1981, presenta un'orbita caratterizzata da un semiasse maggiore pari a 2,2961654 UA e da un'eccentricità di 0,2313142, inclinata di 0,96278° rispetto all'eclittica.